# 賽密拉米德
《賽密拉米德》（Semiramide）為吉奥阿基诺·罗西尼所作之二幕歌劇。该剧是由罗西尼改編自伏尔泰的悲劇“賽米拉米斯”(Semiramis)，原剧则又是依据传奇女王賽米拉米斯的傳說所創作之。賽密拉米德一劇於1823年2月3日在威尼斯之費尼契劇院首演。该剧是罗西尼所作的最后一部意大利歌剧。

## 外部連結
- 賽密拉米德：国际乐谱典藏计划上的乐谱